# Fuente de Neptuno (Múnich)
La fuente de Neptuno es un conjunto de fuentes monumentales en el centro de Múnich. Se encuentra en el Antiguo Jardín Botánico, en la calle Elisenstraße, no lejos de Karlsplatz (Stachus). La fuente se construyó en 1937 según el diseño de Joseph Wackerle y Oswald Bieber.

## Descripción
En el centro de la pila, diseñada por Oswald Bieber y de 30 metros de largo y 15 de ancho se erige la figura del Neptuno, obra de Josef Wackerle, con su tridente, su túnica sobre el hombro y sobre un hipocampo, con la que ha se ha alzado sobre el agua, con pose victoriosa. Este potente puesta en escena del musculoso héroe está fortalezido por los tritones que escupen agua. El grupo de figuras se complementa con una fuente intermitente a la altura del estómago del hipocampo. Además, hay varios flujos de agua finos de las conchas en la pila mayor.El conjunto de fuentes está rodeado en el centro del parque con flores ornamentales, además de bancos para descansar.

## Historia
El Antiguo Jardín Botánico fue construido entre 1804–1814 por Friedrich Ludwig von Sckell. La aún existente entrada al Antiguo Jardín Botánico fue obra de Emanuel Herigoyen. En el jardín también se encontraba el palacio de cristal, construido en 1854 con motivo de la Primera Exposición General Alemana de Industria, pero se perdió en 1931 por un incendio. En los años siguientes, 1935–1937, el parque se rediseñó por orden de los fascistas Oswald Bieber y Joseph Wackerle. Para ello se reutilizó buena parte de la tierra y los árboles que se ganaron de las obras para el desfile de la NSDAP en Königsplatz. También se creó en el eje de la Arcisstraße, en la parte norte del parque, una cafetería, que hoy se llama "Parkcafé". En la parte sur se construyó la fuente de Neptuno junto a un edificio par exhibiciones de forma paralela al Palacio de Justicia.

## Galería de imágenes

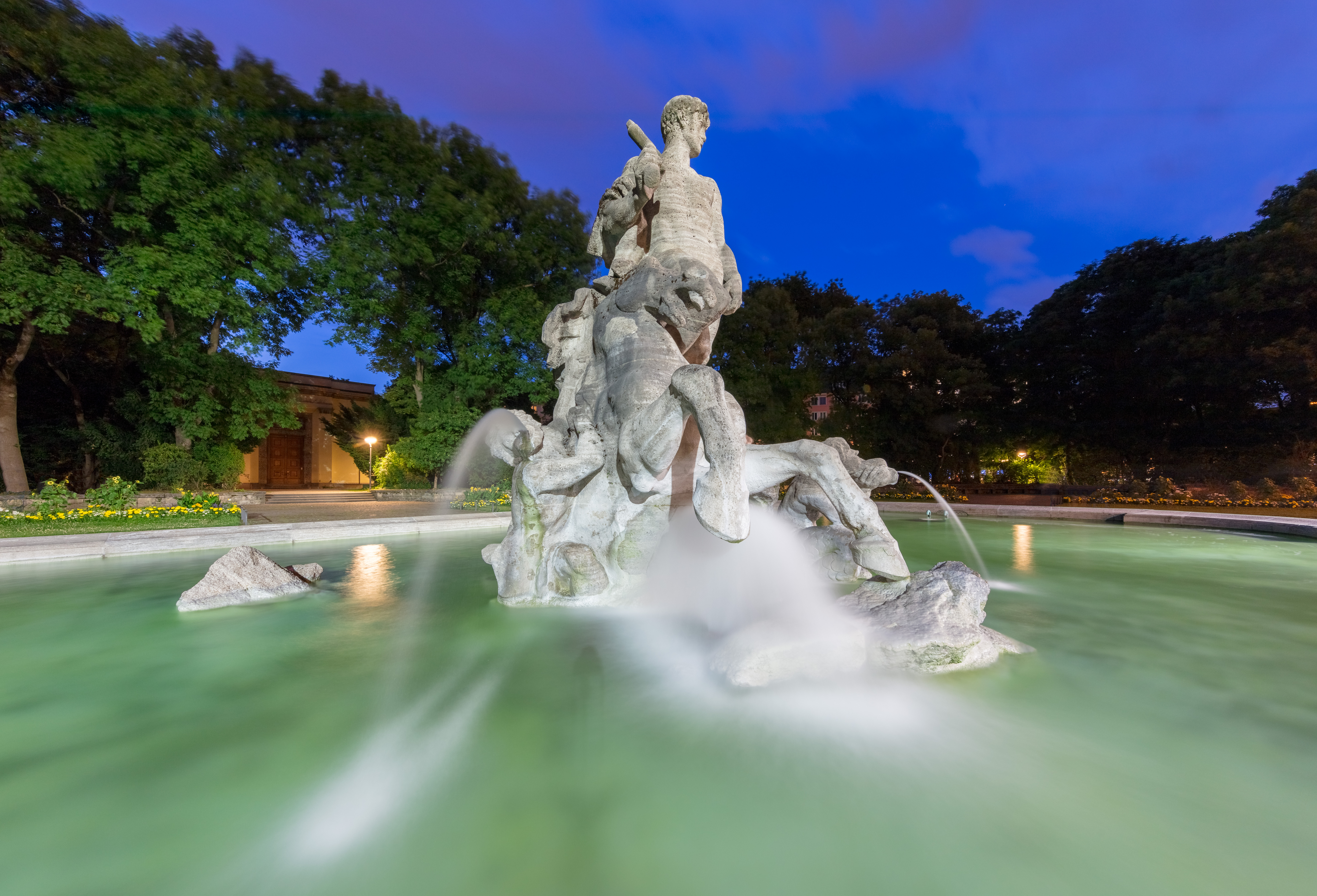
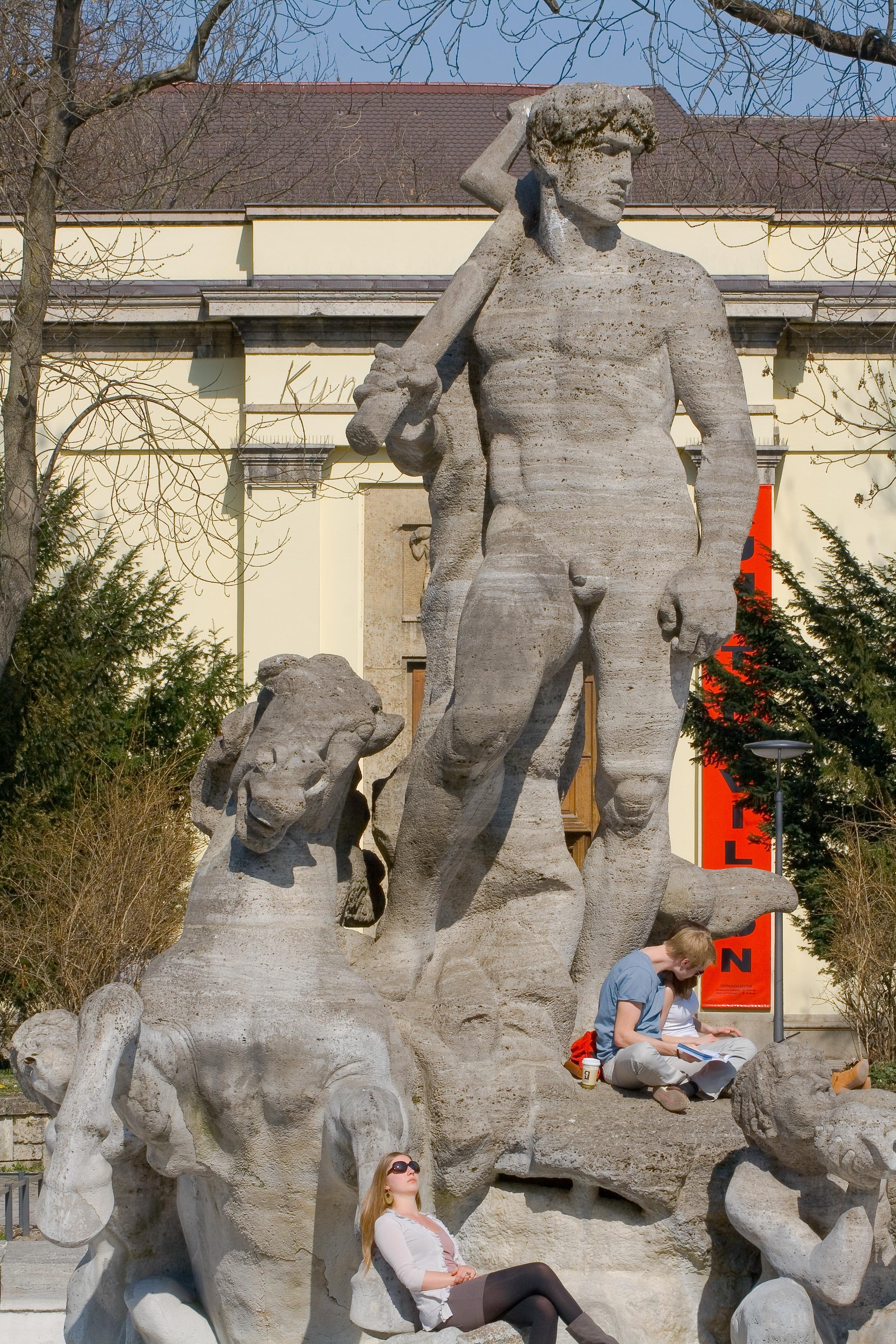
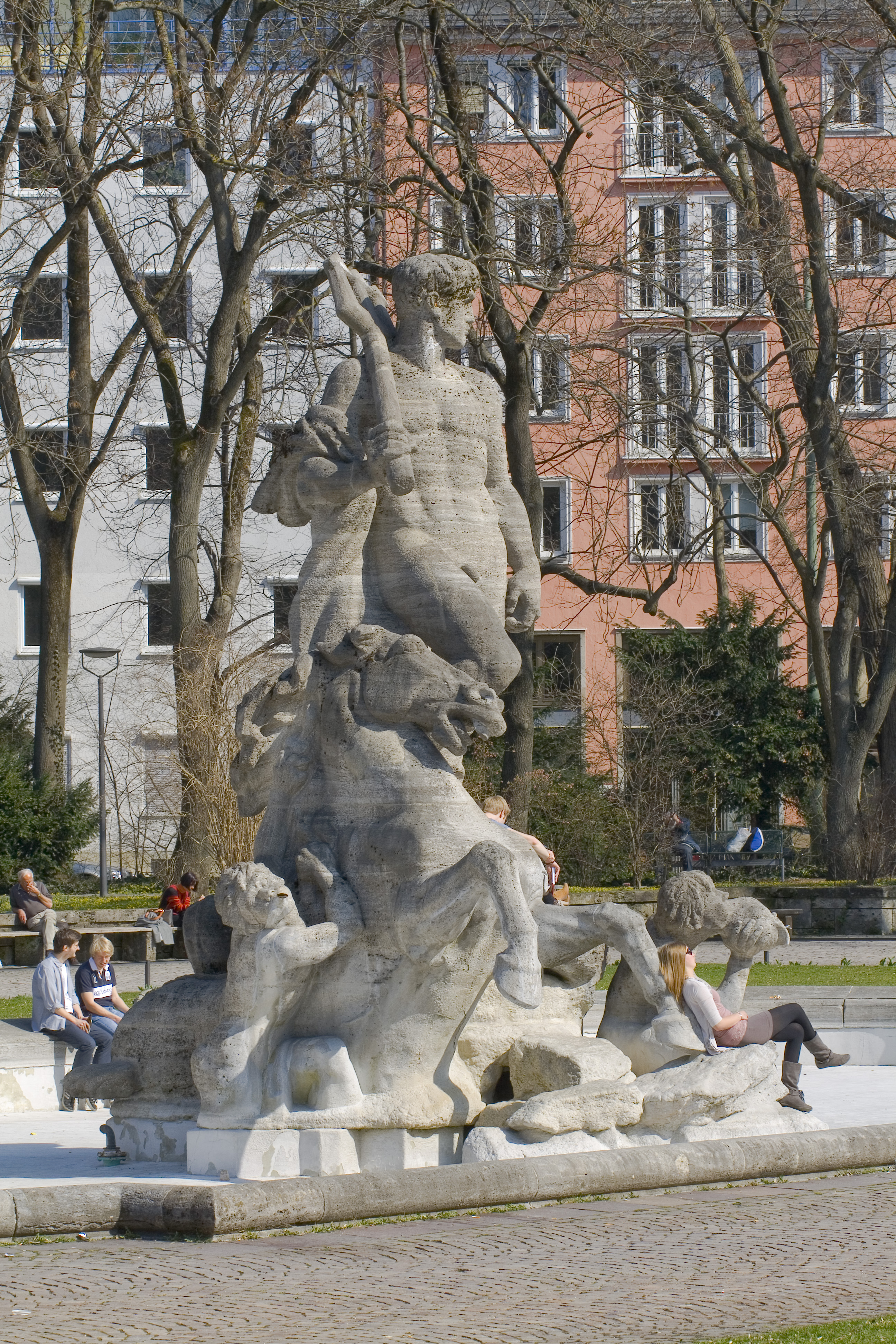
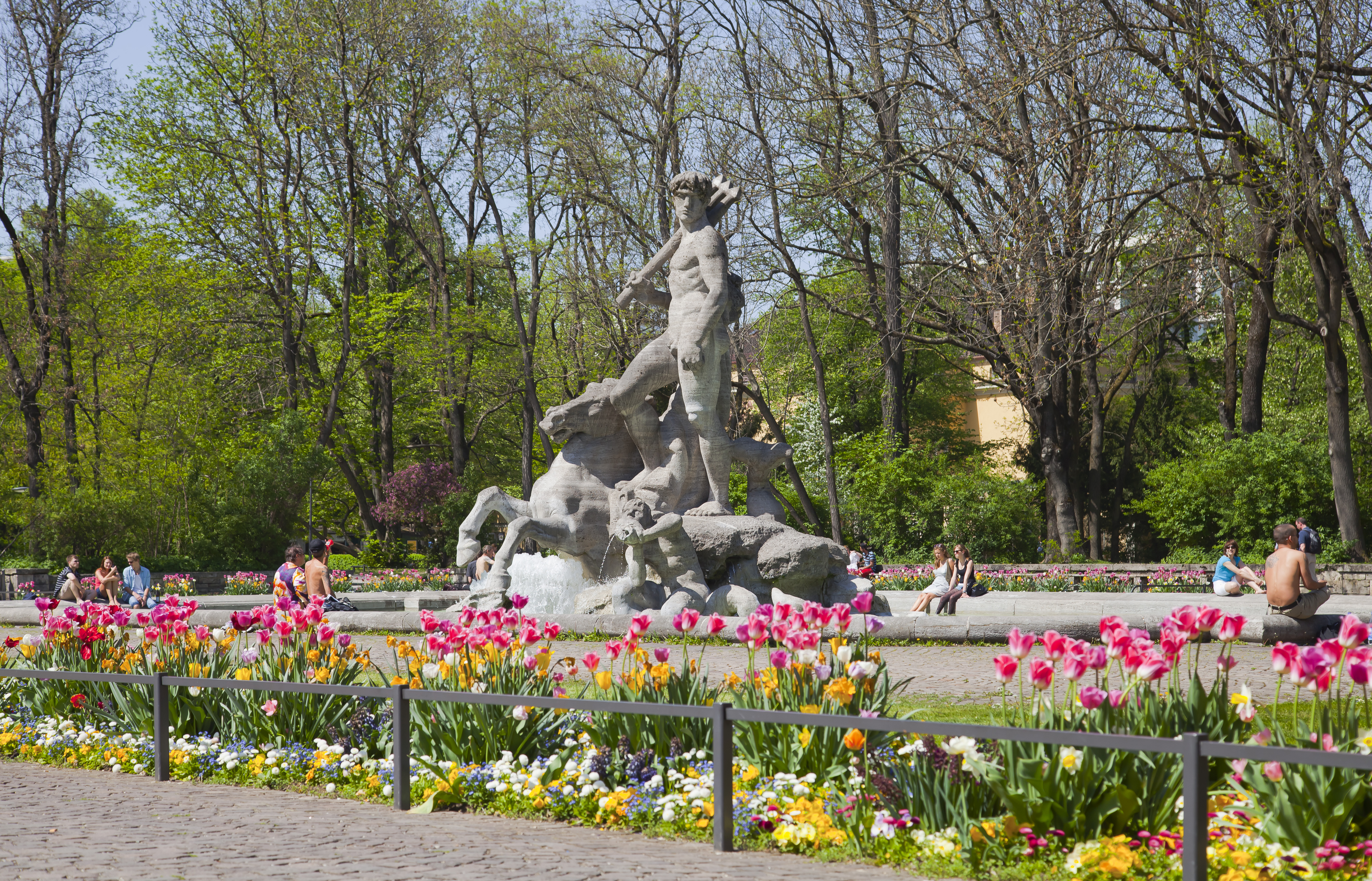
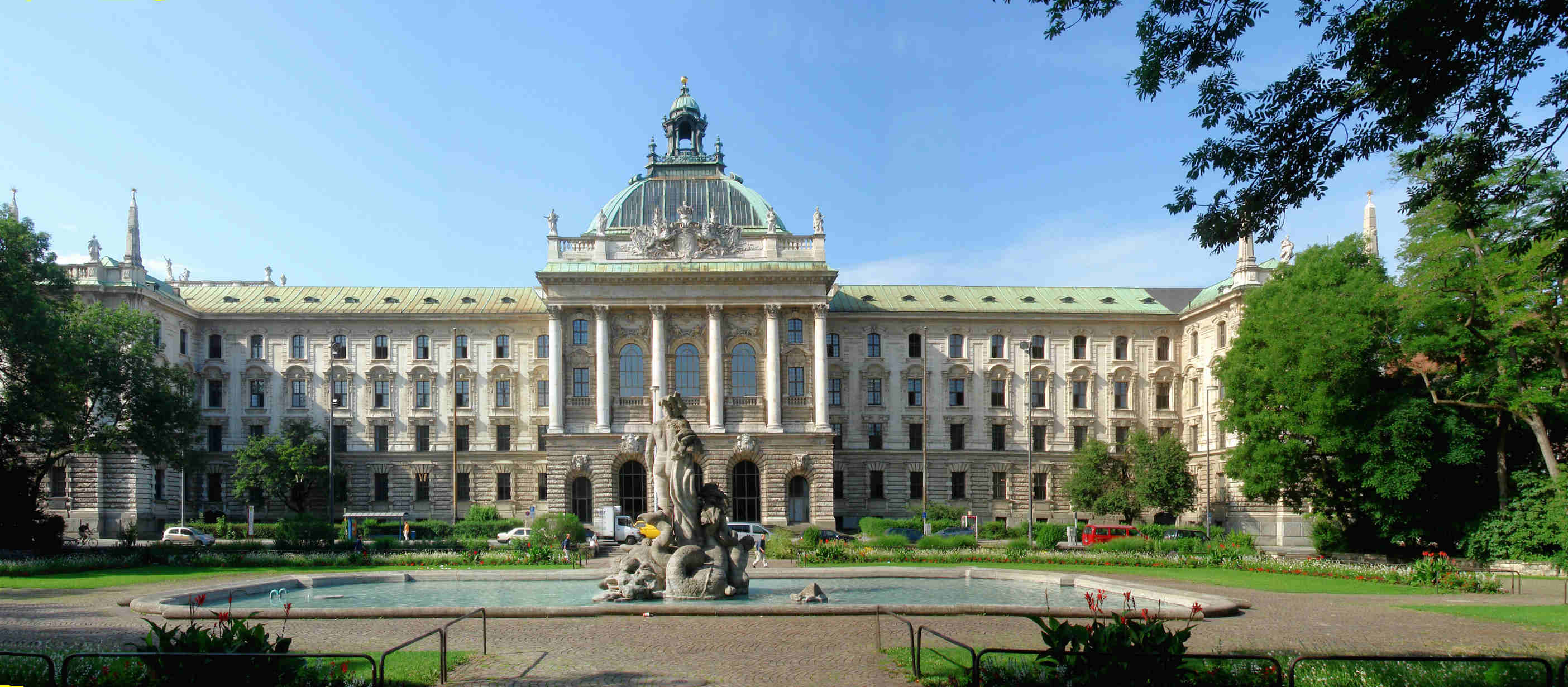